# الحزب الآشوري الديمقراطي
الحزب الديمقراطي الآشوري (بالسريانية: ܓܒܐ ܐܬܘܪܝܐ ܕܝܡܘܩܪܛܝܐ)‏ هو حزب سياسي آشوري ينشط في سوريا، ويمثل تقليديًا مصالح الآشوريين الشرقيين في وادي خابور. يهدف الحزب إلى التطبيق السلمي للديمقراطية في سوريا، لكنه وقف بشكل عام وتعاون مع الحكومة السورية منذ التسعينيات. خلال الحرب الأهلية السورية، أصبح الحزب الآشوري الديمقراطي مرتبطًا بشكل وثيق بحرس الخابور والناطورة. 

## الأيديولوجية
منذ تأسيسه، اعتُبر الحزب الديمقراطي الآشوري «طائفيًا بشكل علني»، حيث يعتبر أن الآشوريين الشرقيين هم فقط «الصحيحون» ولا يعترف بالآشوريين الغربيين. منذ اندلاع الحرب الأهلية السورية، وسّع الحزب أهدافه تدريجياً وأصبح أكثر شمولاً. في عام 2014، بدأ العمل عن كثب مع الطوائف الآشورية والمسيحية الأخرى ضمن «الهيئة العامة للكلدان السريان الأشوريين»، وهي لجنة تتضمن أهدافها المعلنة أيضًا ضمان المساواة الاجتماعية والمزيد من الحقوق لجميع المسيحيين في محافظة الحسكة. في عام 2017، أعلن الحزب أنه يريد دستورًا جديدًا لسوريا يعترف بجميع الآشوريين كشعب أصلي في سوريا ويمنحهم «حقوقًا ثقافية وإدارية وغيرها من الحقوق».
يرفض الحزب الآشوري الديمقراطي رسميا الحزبية ويدعم التنفيذ السلمي للديمقراطية في سوريا،
 وقد وصفته إحدى الصحف بأنه وهو ديمقراطي اشتراكي. ومع ذلك، فقد وقف الحزب عمومًا وتعاون مع الحكومة البعثية منذ التسعينيات، ودعم الميليشيات الموالية للحكومة في الحرب الأهلية.  ينادي الحزب بوحدة سوريا،  رغم أنه بدأ يدعم خطط فدرالية البلاد منذ عام 2017. بحلول تموز (يوليو) 2018، صرح أحد أعضاء الحزب أن «النموذج الفيدرالي الذي تم إنشاؤه [في شمال سوريا] مرضٍ حيث نشعر أننا ممثلون بشكل كافٍ».

## التاريخ

### التأسيس والسنوات الأولى
تأسس الحزب الديمقراطي الآشوري في عام 1978، عندما انفصل فصيل منشق في عهد آدم هومه عن المنظمة الديمقراطية الآشورية. منذ البداية، عرّف الحزب نفسه على أنه يهدف لحقوق الآشوريين الشرقيين بدلاً من الآشوريين الغربيين، الذين سيطروا على المنظمة الآشورية. بمرور الوقت، نشأ تنافس قوي بين المنظمة الآشورية الديمقراطية المؤيدة للمعارضة والحزب الآشوري الديمقراطي، الذي تحول بشكل متزايد إلى الحكومة البعثية في التسعينيات. نتيجة لذلك، جاء الحزب الآشوري الديمقراطي لتقديم نفسه كبديل مؤيد للحكومة عن المنظمة، وعند المشاركة في الانتخابات البرلمانية السورية المختلفة، دعم المرشحين الآشوريين واللذين لم يعارضوا بقوة حكم الأسد.

### الأنشطة خلال الحرب الأهلية
عندما اندلعت الحرب الأهلية السورية في عام 2011، عارض الحزب الآشوري المعارضة السورية بشكل علني، وانضم بعض أعضائه إلى الميليشيات الحكومية (اللجان الشعبية) في القامشلي. كما أعرب الحزب الديمقراطي الآشوري عن دعمه لسوتورو الموالية للحكومة.
في أواخر عام 2013، أعرب الحزب عن أسفه لأن الجيش السوري الحر احتل القرى الآشورية في وادي خابور، قائلاً إنه على الرغم من أن مقاتلي الجيش السوري الحر لم يضايقوا السكان المحليين، فإن وجودهم تسبب في أن تصبح المنطقة هدفًا للهجمات الحكومية. وهذا بدوره أجبر الآشوريين على الفرار من ديارهم. احتج الحزب أيضا على إعلان منطقة الحكم الذاتي «روجافا» من قبل الإدارة التي يقودها الأكراد في شمال سوريا في ذلك الوقت. صرح رئيس الحزب نينوس إيشو في أوائل عام 2014 أنه «ليس من المنطقي أن يحكم 30 في المائة من السكان [الأكراد] في هذه المنطقة على الـ 70 في المائة الأخرى [العرب والآشوريين]»، وأنه «يجب على الجماعات السياسية الكردية قبول تقاسم السلطة الحقيقي». في سبتمبر 2014، أقام الحزب الآشوري الديمقراطي مأوى في القامشلي لليزيديين الذين فروا من مذبحة سنجار، وقاموا بتوزيع المواد الغذائية والملابس والأدوية عليهم. كما شارك الحزب في الشهر التالي بتشكيل «الهيئة العامة للكلدان السريانيين الآشوريين». تهدف هذه اللجنة إلى تعزيز تعاون مختلف الكنائس والأحزاب والمنظمات المسيحية في محافظة الحسكة، وضمان حقوق جميع المسيحيين في المنطقة. وكان من بين المشاركين أيضًا حزب الاتحاد السرياني الموالي للأكراد.
بعد اغتيال أحد قادته من قبل وحدات حماية الشعب، قطعت ميليشيا حرس الخابور الآشورية علاقاتهو مع حزب الاتحاد السرياني وانضمت إلى الحزب الآشوري الديمقراطي في منتصف عام 2015. في نوفمبر 2015، أصدر الحزب بيانًا يدين انتهاكات حقوق الإنسان المزعومة في روجافا من قبل حزب الاتحاد الديمقراطي الحاكم على الرغم من ذلك، انضم الحزب إلى مجلس سوريا الديمقراطية بقيادة حزب الاتحاد الديمقراطي الكردي بعد شهر واحد، وتم اختيار وائل مرزا كممثل للحزب في المجلس. في يناير 2017، توصل الحزب الديمقراطي الآشوري إلى اتفاق مع حزب الاتحاد الديمقراطي، والذي بموجبه سيصبح حرس الخابور والناطورة القوة الأمنية الوحيدة في القرى الآشورية في وادي الخابور. بالمقابل، انضم حرس الخابور والناطورة إلى قوات سوريا الديمقراطية، في حين وافق الحزب الآشوري الديمقراطي على دعم مشروع الفيدرالية في سوريا الذي يقوده الأكراد. ومع ذلك، يواصل الحزب الدعوة إلى «وحدة سوريا، كدولة وشعب». في 13 أبريل، سلمت قوات حزب الاتحاد الديمقراطي قرى الوادي رسميًا إلى حرس الخابور والناطورة، رغم أن وحدات حماية الشعب احتفظت بقاعدة عسكرية بالقرب من تل تمر. قال الحزب الديمقراطي الآشوري إن هذه كانت الخطوة الأولى نحو إقامة إدارة آشورية ذاتية في وادي الخابور.
صرح رئيس الحزب نينوس إيشو أيضًا خلال اجتماع مع نائب وزير الخارجية الروسي ميخائيل بوجدانوف في أبريل 2017 أن الحزب يريد دستورًا سوريًا جديدًا يمنح حق تقرير المصير والمزيد من الحقوق والاعتراف بالشعبين الأصليين للآشوريين السوريين. شارك الحزب الديمقراطي الآشوري أيضًا في الانتخابات الإقليمية لشمال سوريا في ديسمبر 2017 كجزء من «قائمة الأمة الديمقراطية» التي يقودها حزب الاتحاد الديمقراطي. ووصف مسؤول الحزب وائل ميرزا الانتخابات بأنها «تاريخية»، وقال كذلك إن مثل هذه الانتخابات هي ما «يسعى إليه الآشوريون في جميع أنحاء سوريا». شارك الحزب في محادثات سوتشي للسلام في يناير 2018 التي قررت تشكيل لجنة دستورية سورية لحلّ الأزمة السياسية.
في 24 أيلول 2018، أعلن الحزب الديمقراطي الآشوري عن تشكيل قيادة عسكرية موحدة للناطورة وحرس الخابور. ستُعرف القوة الموحدة باسم «قوات آشور».

## للمطالعة
- Hourani، Rashid؛ Hanna، Asaad (2018). THE SOOTORO FORCES IN SYRIA (PDF). Toran Center for Research and Strategic Studies.
- Rashid، Bedir Mulla (2018) [1st pub. 2017]. Military and Security Structures of the Autonomous Administration in Syria. إسطنبول: Omran for Strategic Studies.